# Europejska Uczelnia w Warszawie
Europejska Uczelnia w Warszawie (dawniej Europejska Wyższa Szkoła Informatyczno-Ekonomiczna/ Europejska Uczelnia Informatyczno-Ekonomiczna w Warszawie) funkcjonuje na podstawie ustawy z dnia 20 lipca 2018 r. Prawo o szkolnictwie wyższym i nauce (Dz. U. 2018, poz. 1668) oraz decyzji Ministra Nauki i Szkolnictwa Wyższego nr DSW–2–01–4001–98/06/07. Jest wpisana do Ewidencji uczelni niepublicznych (POLON) pod pozycją 340. Uczelnia kontynuuje tradycje działalności edukacyjnej prowadzonej od 1987 roku. Jak każda polska uczelnia, jest instytucją wyższej użyteczności publicznej działającą non profit.
Uczelnia funkcjonuje według koncepcji mikrouniwersytetu i prowadzi kształcenie zorientowane praktycznie związane z dziedziną nauk humanistycznych (językoznawstwo), nauk inżynieryjno-technicznych (informatyka techniczna i telekomunikacja), nauk społecznych (ekonomia i finanse, nauki o polityce i administracji, nauki o zarządzaniu i jakości, nauki prawne, pedagogika) i nauk ścisłych i przyrodniczych (informatyka).

## Władze uczelni
Do grona władz uczelni należą:
- Rektor: dr Jerzy G. Isajew, prof. EU
- Kanclerz: mgr Dorota M. Kloc-Isajew
- Dziekan Wydziału Informatyki: prof. dr hab. inż. Józef Pawelec
- Dziekan Wydział Nauk Społecznych i Humanistycznych: dr inż. Barbara Bonisławska, prof. EU

## Wydziały
Obecnie funkcjonują trzy wydziały:
- Wydział Informatyki,
- Wydział Zarządzania i Administracji,
- Wydział Nauk Społecznych i Humanistycznych